# Ligne de Howrah à Chennai
La Ligne Howrah à Chennai est une ligne ferroviaire de l'Inde. Elle relie la gare de Howrah (desservant la ville de Calcutta) dans l'état du Bengale-Occidental à Chennai (anciennement Madras), au Tamil Nadu, en Inde du Sud.

## Histoire
Le premier tronçon de Chennai à Walajapet près de Vellore est ouvert le 1er juillet 1856. Plus de 800 kilomètres de ligne sont construites et ouvertes au public entre 1893 et 1896. En 1899 le tronçon de Chennai à Vijayawada est mis en service. L'édification des ponts sur la rivière Rupnarayan et le fleuve Mahanadi en 1900 et 1901 achève la continuité de la ligne.

## Caractéristiques

### Matériel roulant

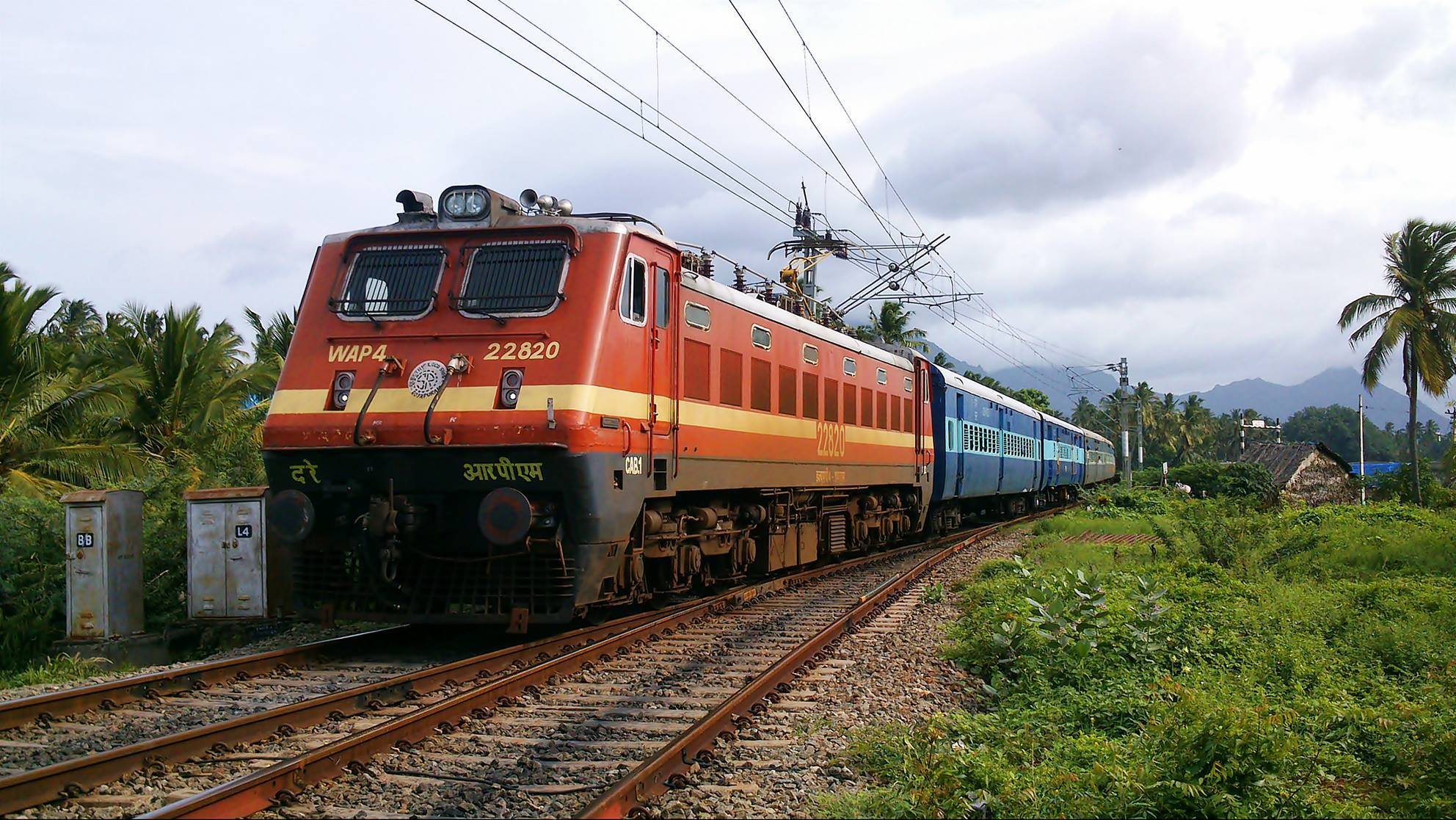
Locomotive électrique WAP-4

Le train est composé d'une locomotive électrique Class WAP-4 construite par la société indienne de matériel ferroviaire Chittaranjan Locomotives Works, de douze voitures-couchettes, de 6 voitures-passagers (air conditionné et réservation, 1re, 2e, 3e classe), 3 voitures-passagers (sans réservation), d'un wagon-restaurant et de deux voitures deuxième classe SLR (« second class with luggage rake »).

## Exploitation
Le service voyageurs est assuré tous les jours par le train « Coromandel Express » qui relie les deux terminus en 26 heures et 25 minutes.